# Glyptophysa petiti
Glyptophysa petiti е вид коремоного от семейство Planorbidae.

## Разпространение
Видът е разпространен в Нова Каледония.